# リーダー探し
リーダー探し（リーダーさがし）とは、遊びの一種。
(震源地とも言われる)

## 概要
リーダーに従って行動するメンバーのなかから、リーダーを鬼が見つけ出すゲームである。リーダーがどれだけバレにくい行動ととるかと、メンバーがどれだけリーダーの行動を受けてすばやく行動できるかがこの遊びの肝である。対し、非常に息のあったメンバーだった場合、鬼は見つけるのが非常に困難になるため、鬼には正確な動体視力が要求される。

## ルール
1. まず、鬼を決める。多くの場合、じゃんけんの敗者が鬼になる。決まったら鬼をどこか話し声の聞こえない遠くに隔離する（部屋で遊ぶときなどは室外に出すのが有効である）。
2. 残った人に中で、リーダーを決め、決まったら円形に並ぶ。
3. 誰かが鬼を呼び寄せる。
4. 鬼が来たのを確認したら、リーダーが何かその場で行動を取る。それと同時に他の人はリーダーの真似をする（リーダーが手を挙げたら他の人も手を挙げる、など）。
5. 鬼は行動の微妙なズレからリーダーを決められた回数以内に見つけ出す。
6. 決められた回数内に見つけられなかったら、鬼はまた鬼としてやりなおしになる。
7. 見つけることができたら、リーダーが今度は鬼になる。ただし、これでは誰もリーダーになりたがらないということで、また鬼を決めなおすか、リーダーも鬼同様じゃんけんで強制的に決めるルールもある。